# Kamianets-Podilskyi
Kamianets-Podilskyi (tiếng Ukraina: Кам'янець-Подільський) là một thành phố Ukraina, thuộc tỉnh Khmelnytskyi, nằm trên sông Smotrych. Vốn là trung tâm hành chính của Oblast Khmelnytskyi (tiếng Ukraina: Хмельницька область, chuyển tự là Khmelnyts'ka Oblast '), thành phố là trung tâm hành chính của Raion Kamianets-Podilskyi (huyện) trong Oblast Khmelnytsky (tỉnh) sau khi hành chính trung tâm của Oblast được chuyển từ thành phố của Kamyanets-Podilsky thành phố Khmelnytskyi vào năm 1941. Dân số năm 2020 là 98.970 người.